# Șimonești, Harghita
Șimonești (în trecut Șiminfalău, în maghiară Siménfalva) este satul de reședință al comunei cu același nume din județul Harghita, Transilvania, România.

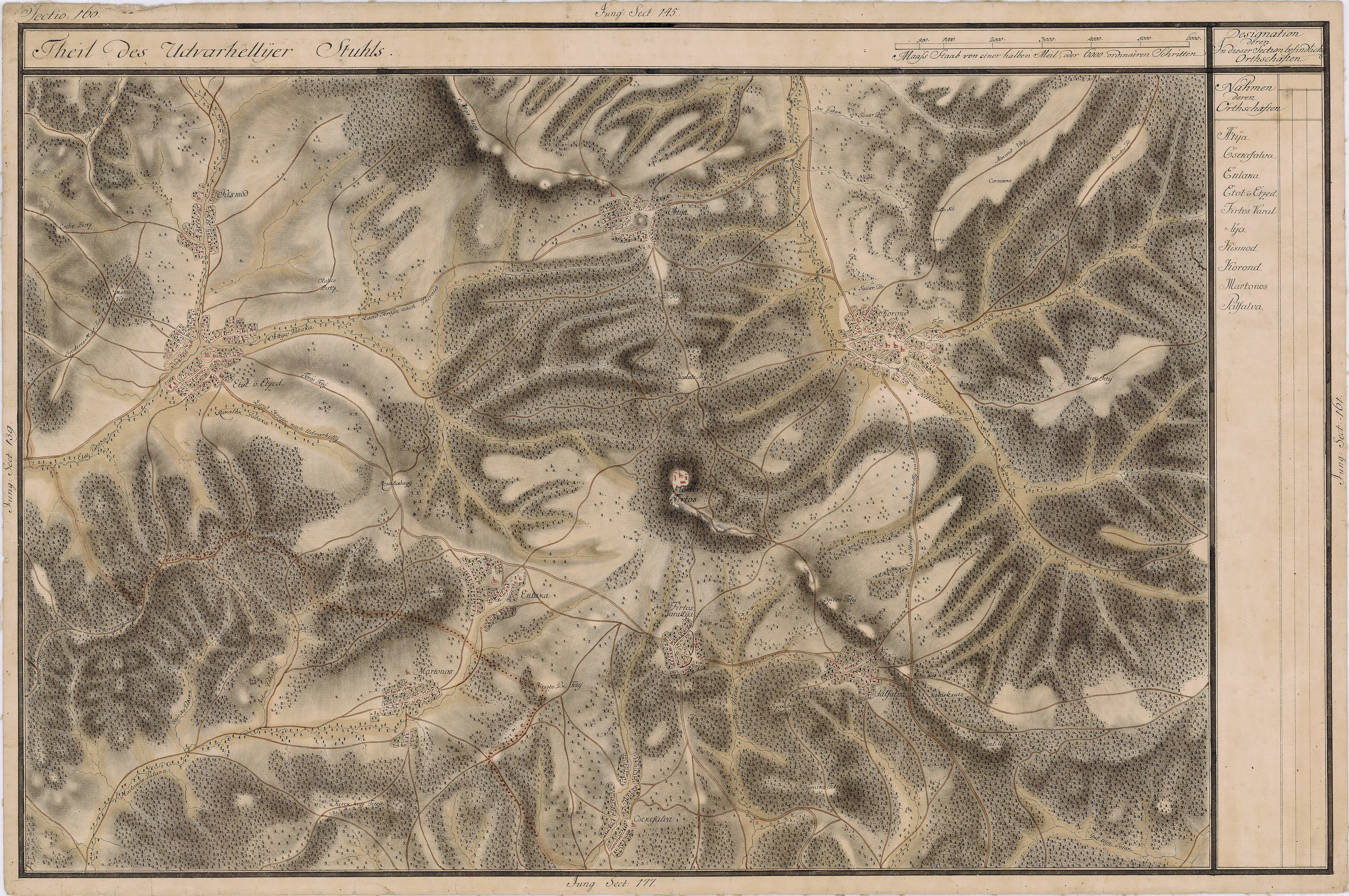
Șimonești pe Harta Iosefină a Transilvaniei, 1769-73

## Date geologice
În subsolul localității se găsește un masiv de sare.

## Vezi și
- Biserica unitariană din Șimonești

## Imagini

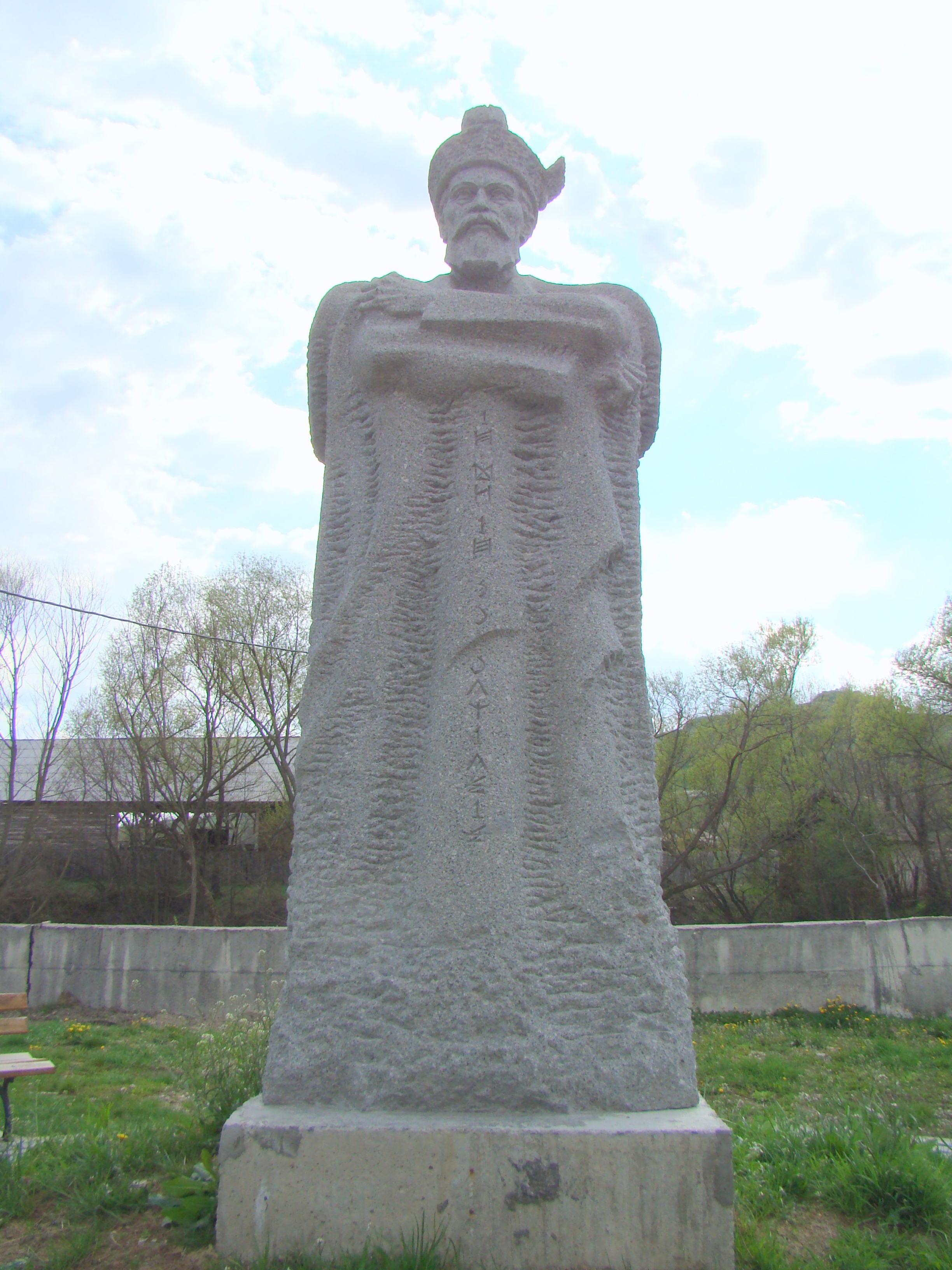
Monumentul lui Moise Székely
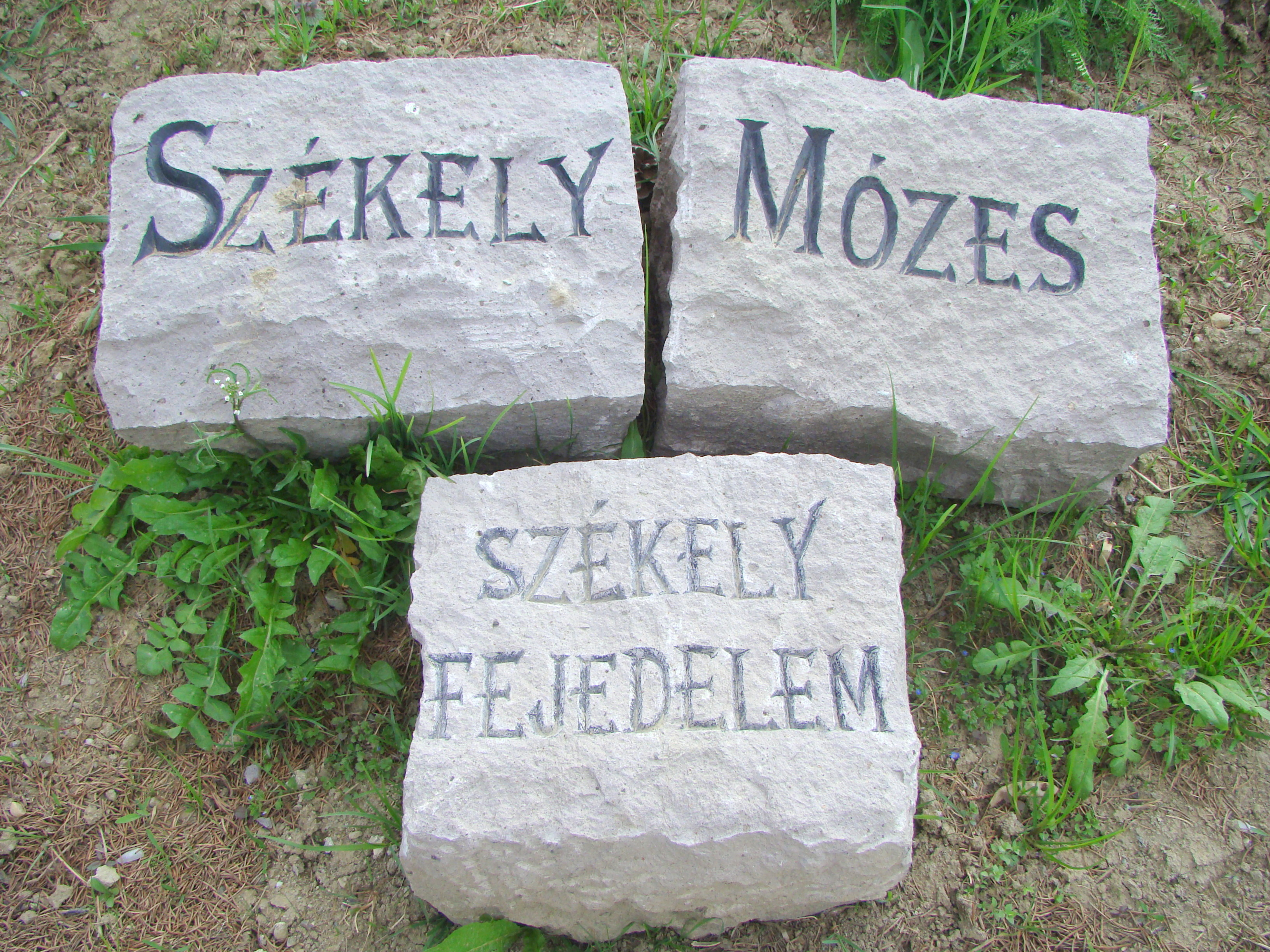
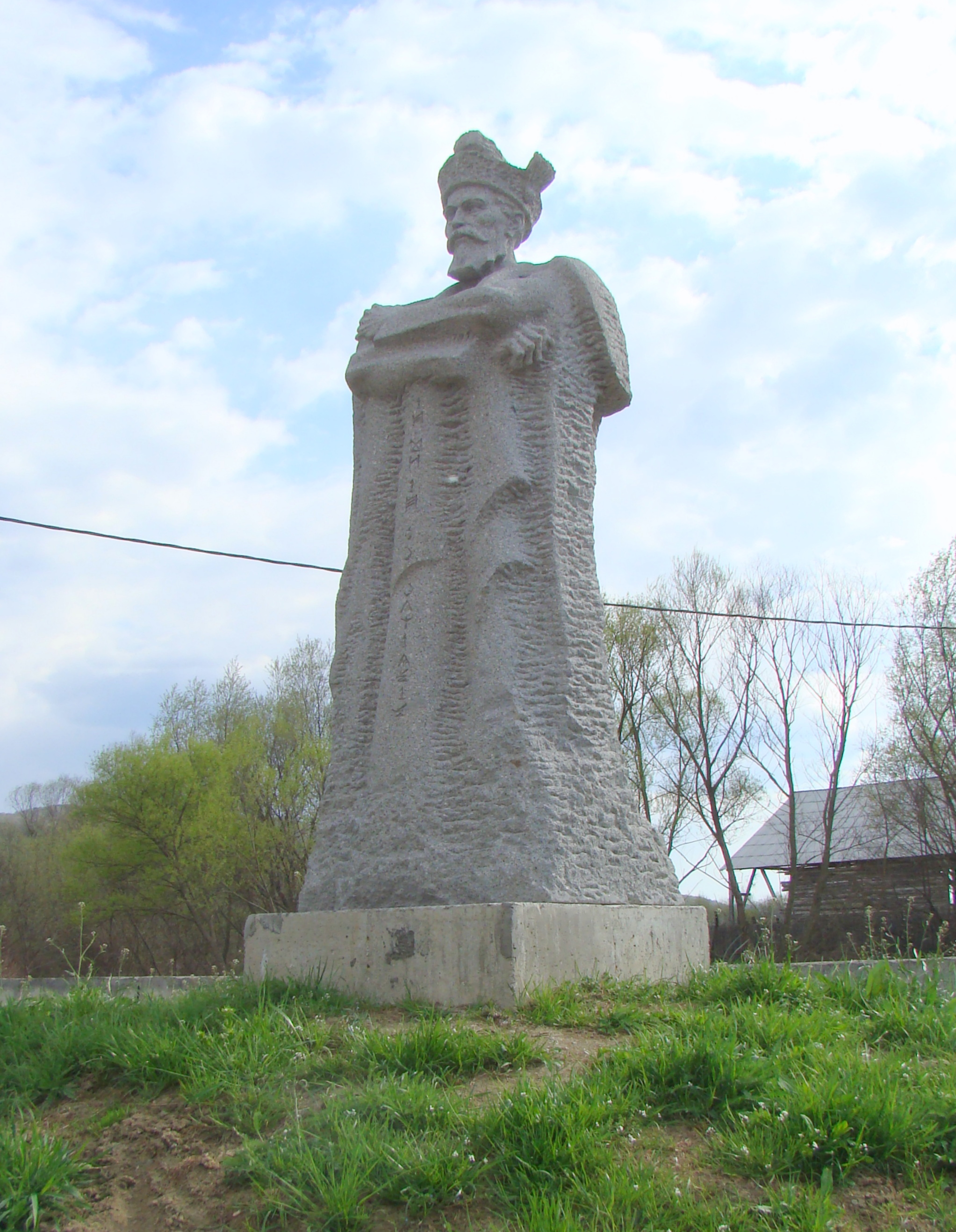
Monumentul lui Moise Székely
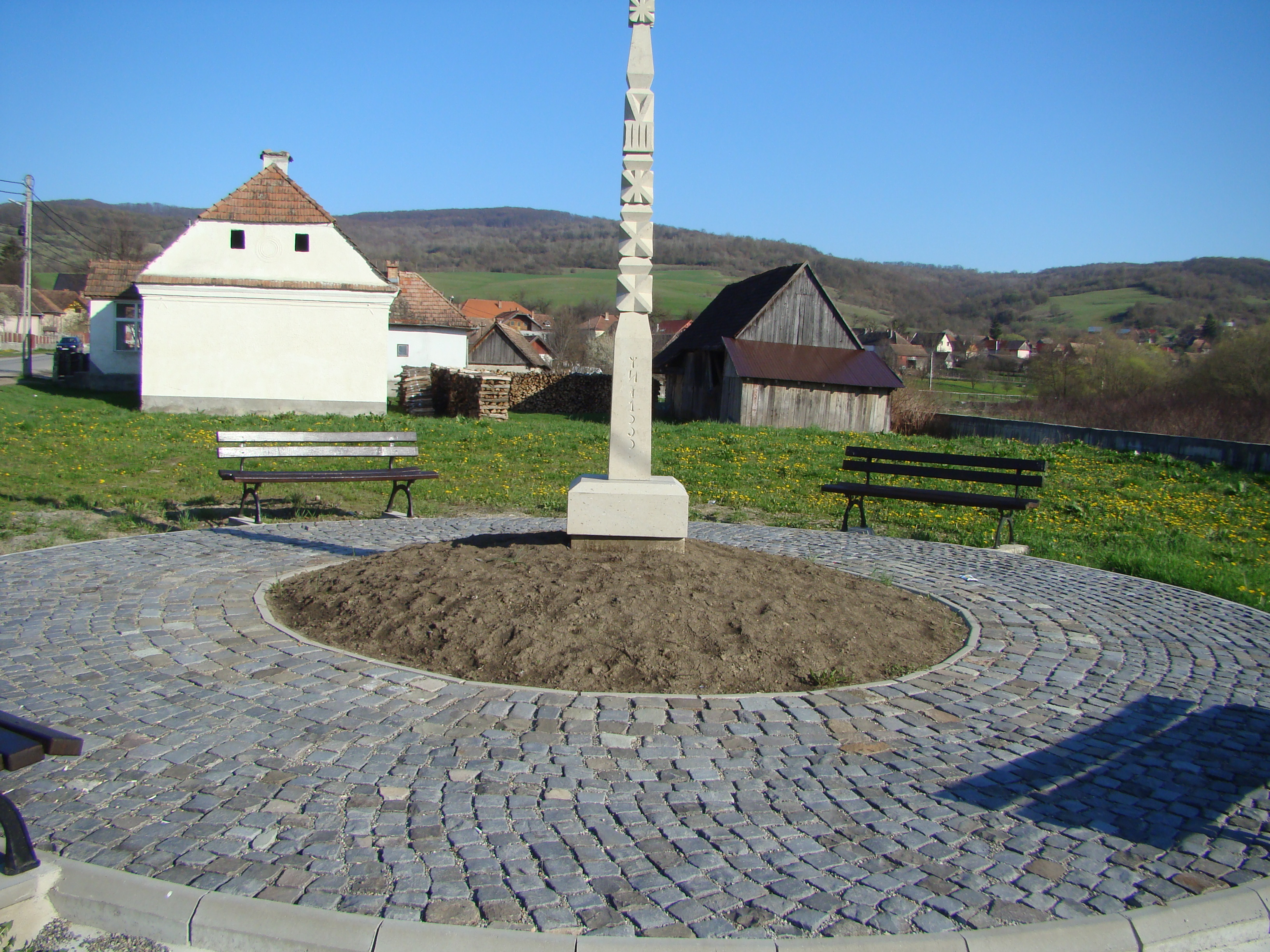
Kopjafa
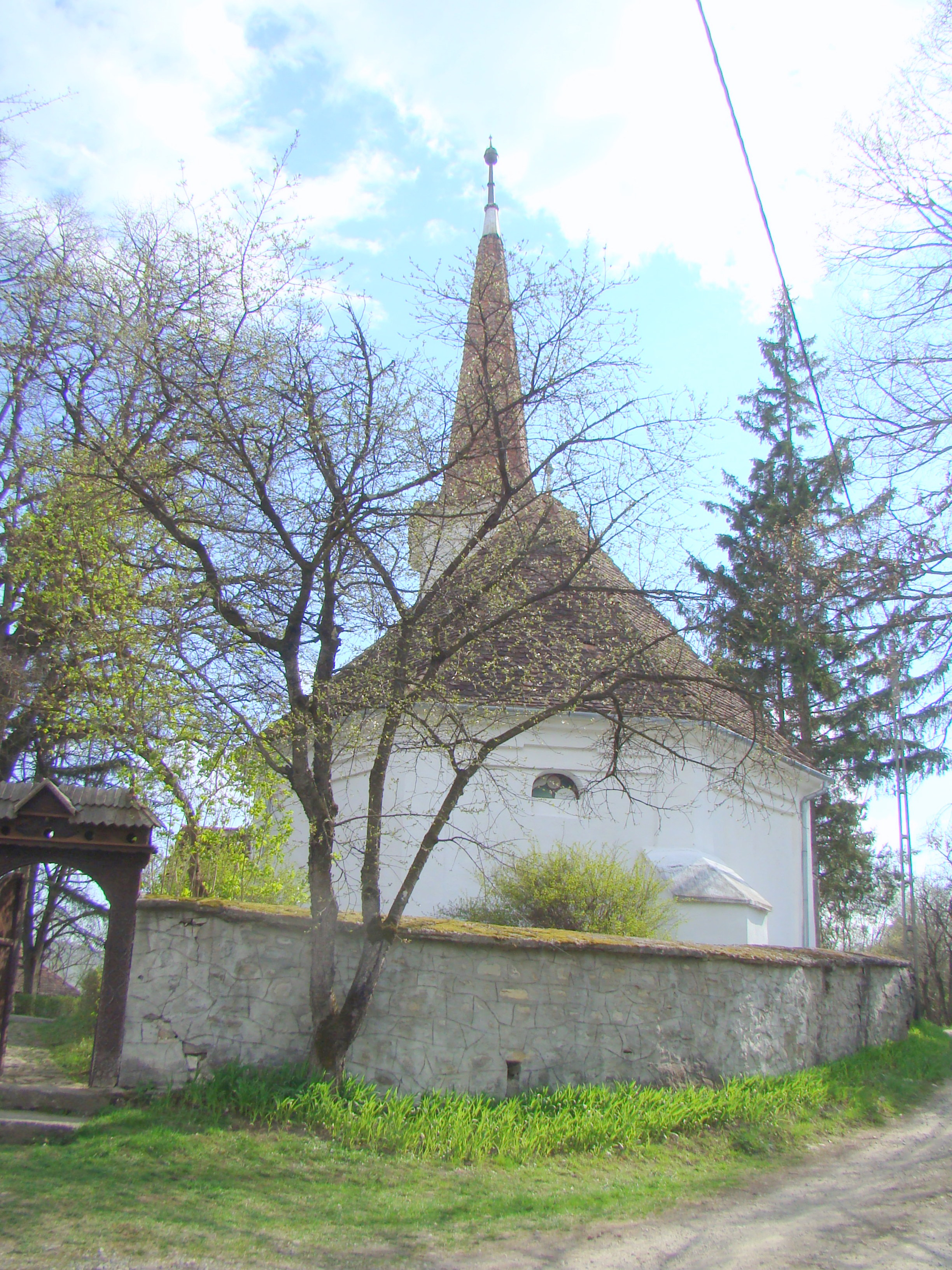
Biserica unitariană (monument istoric)
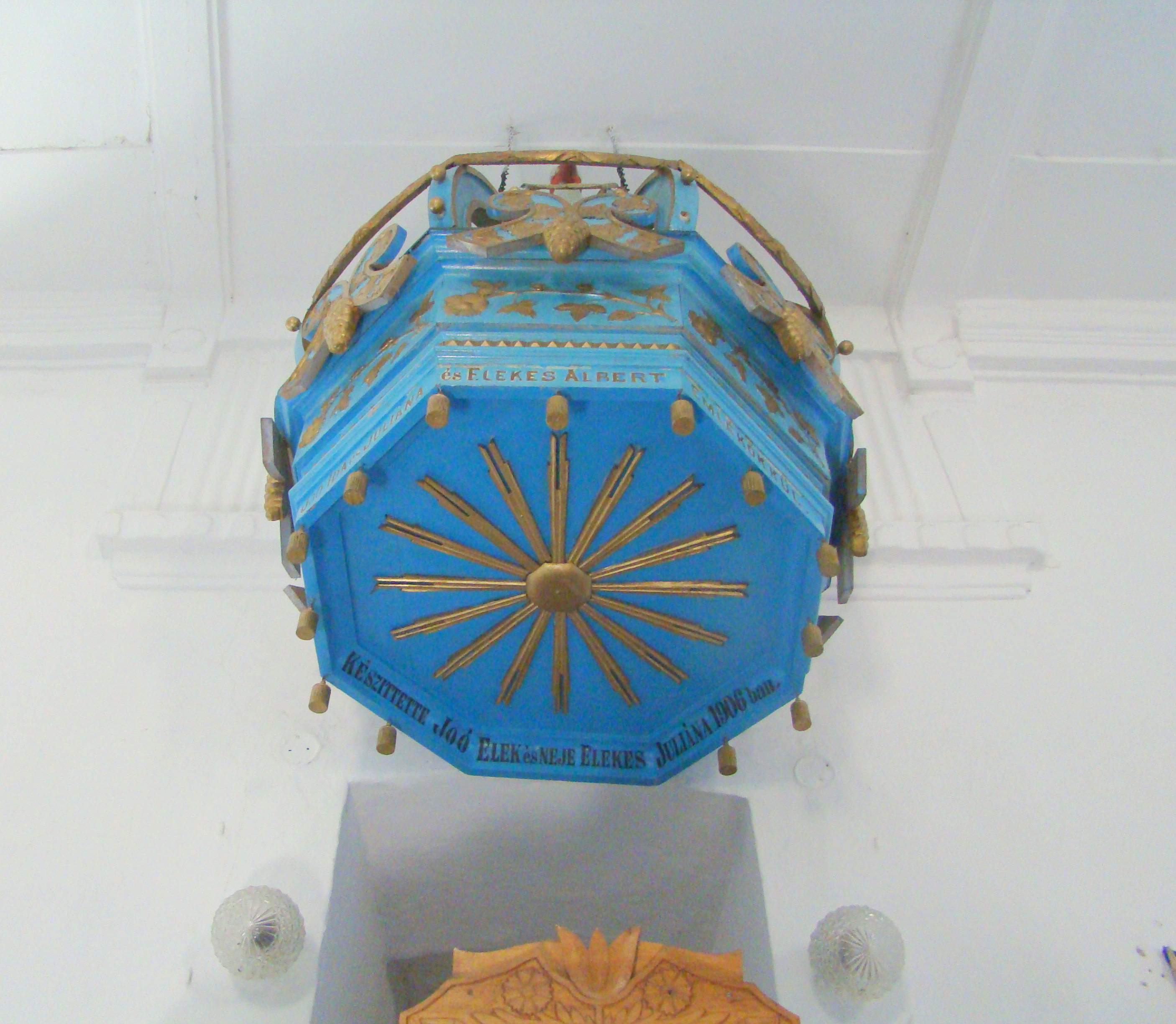
Biserica unitariană (coronamentul amvonului)
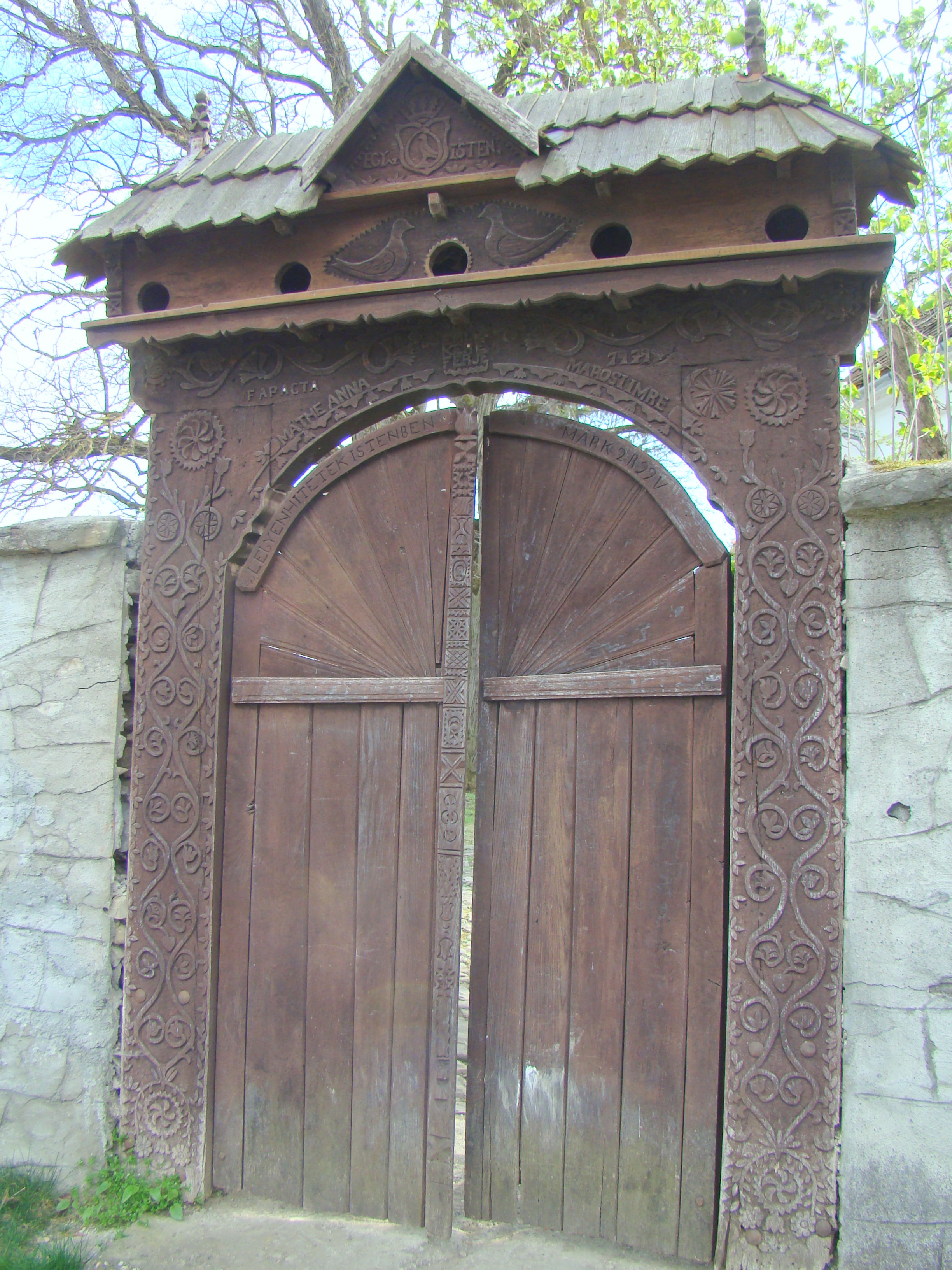
Poarta de lemn a bisericii unitariene
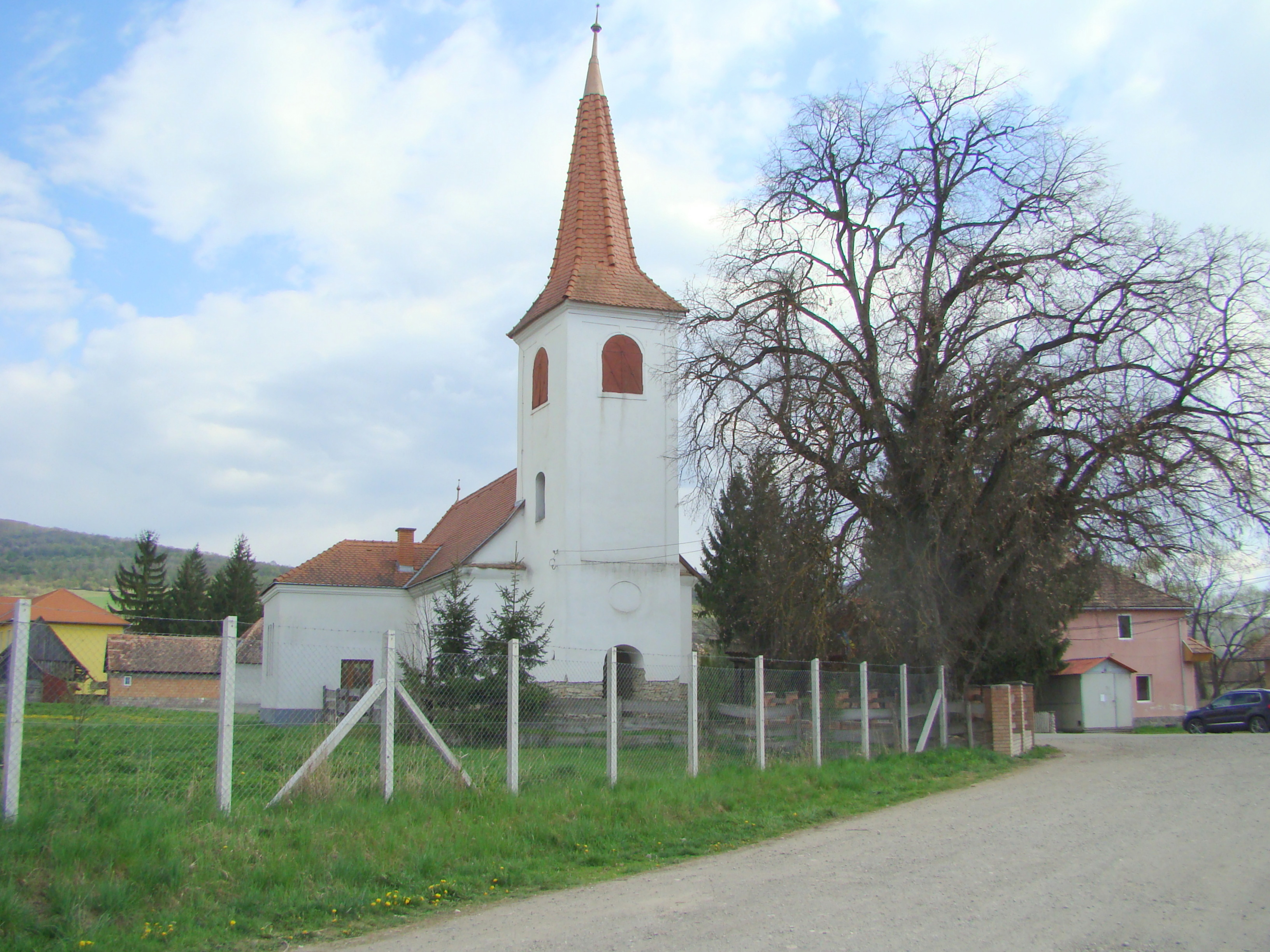
Biserica reformată
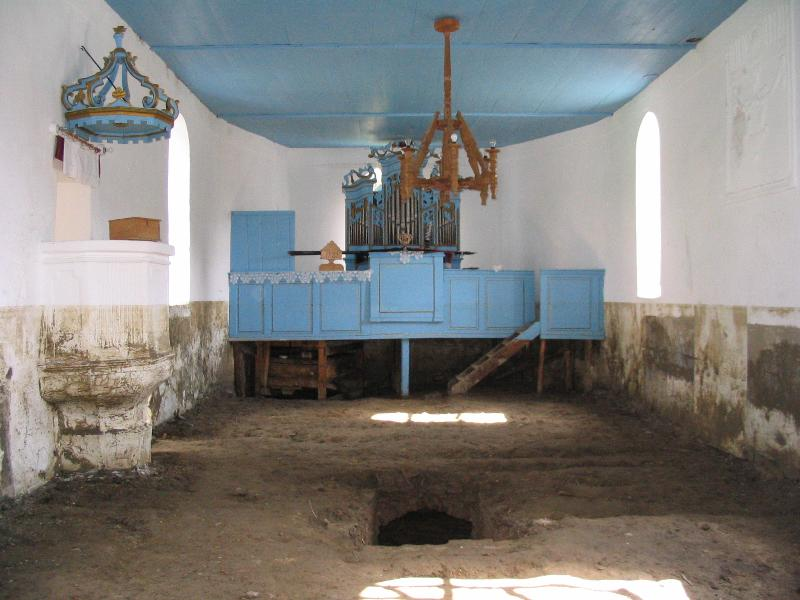
Biserica reformată
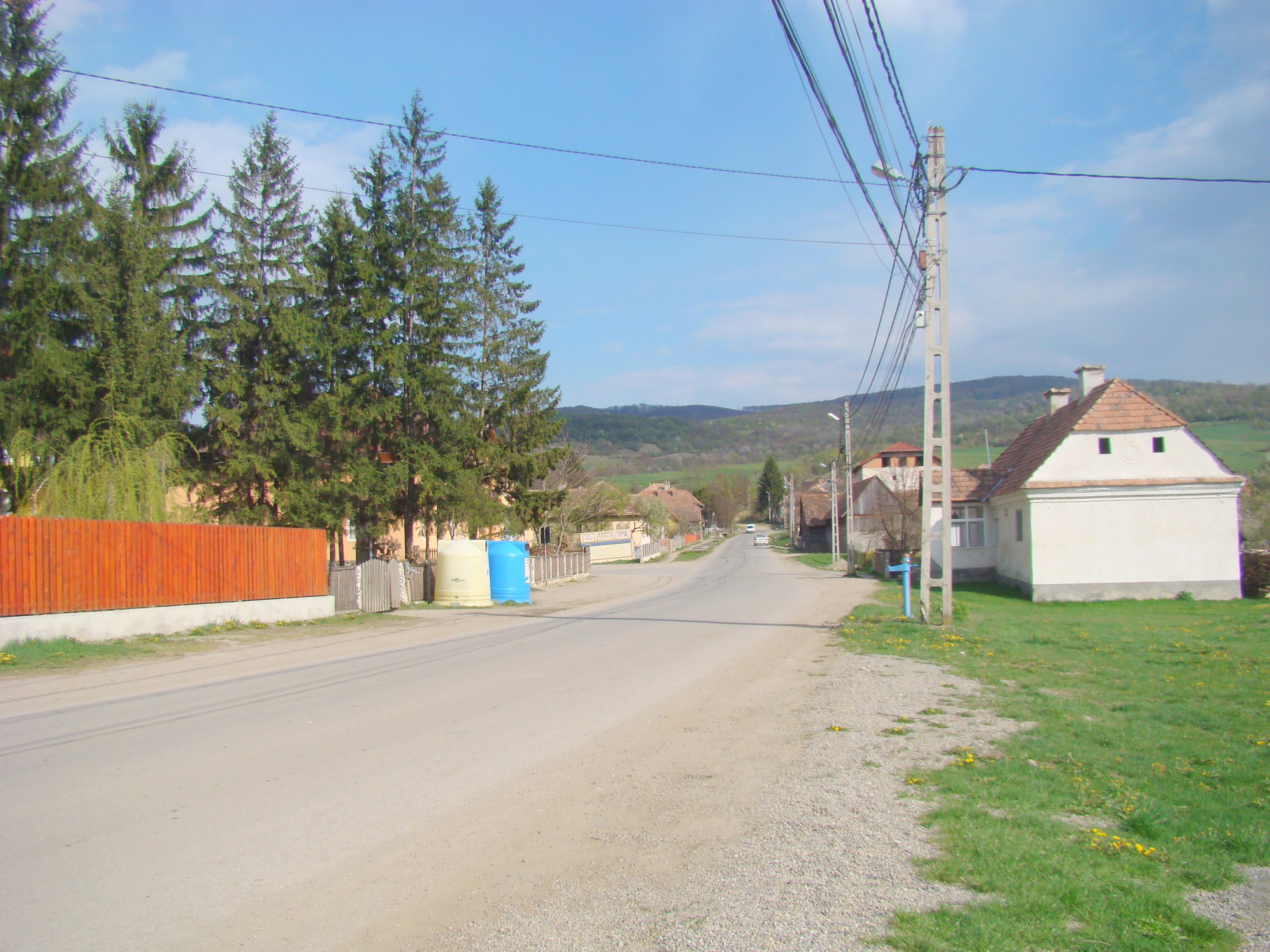
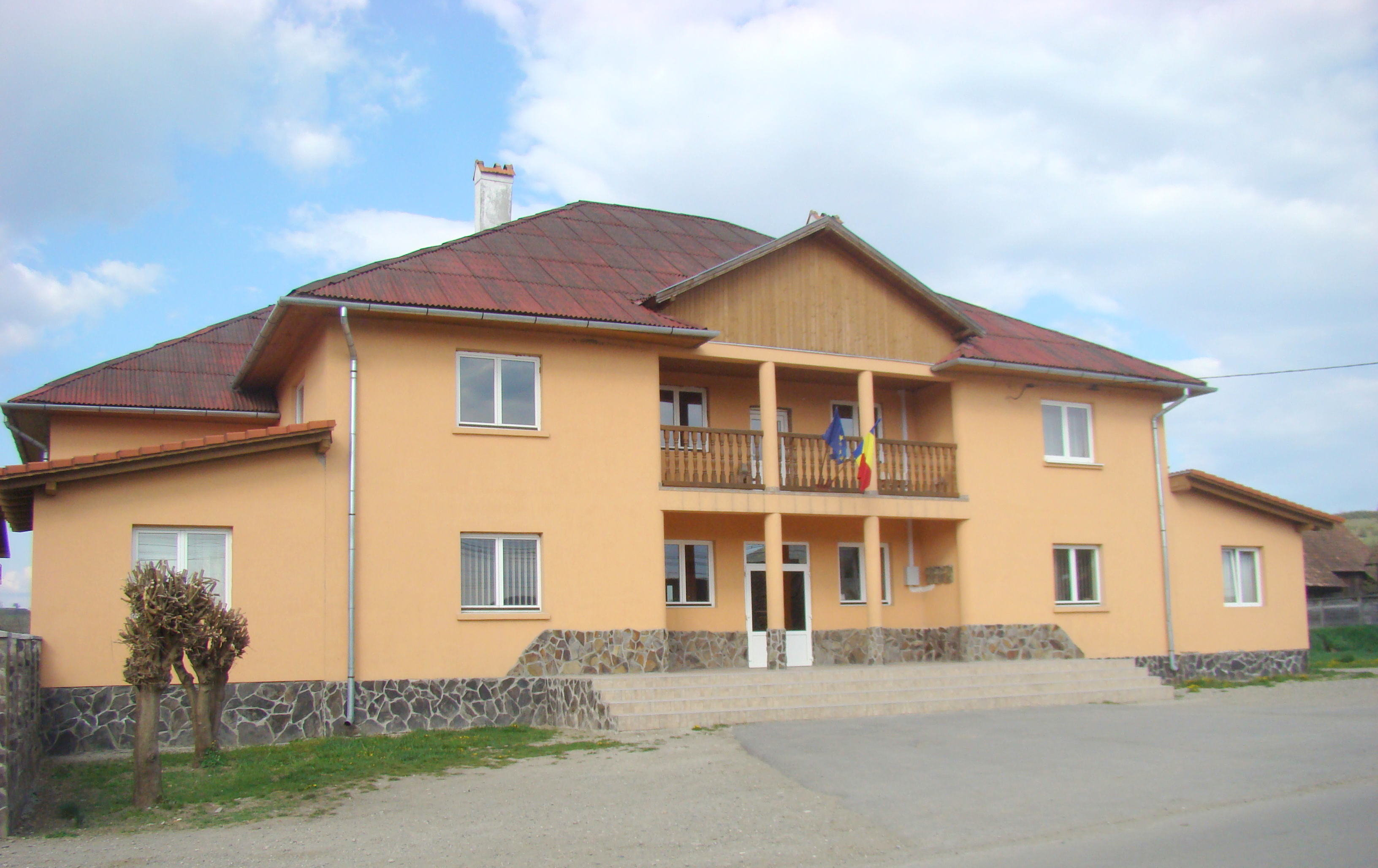
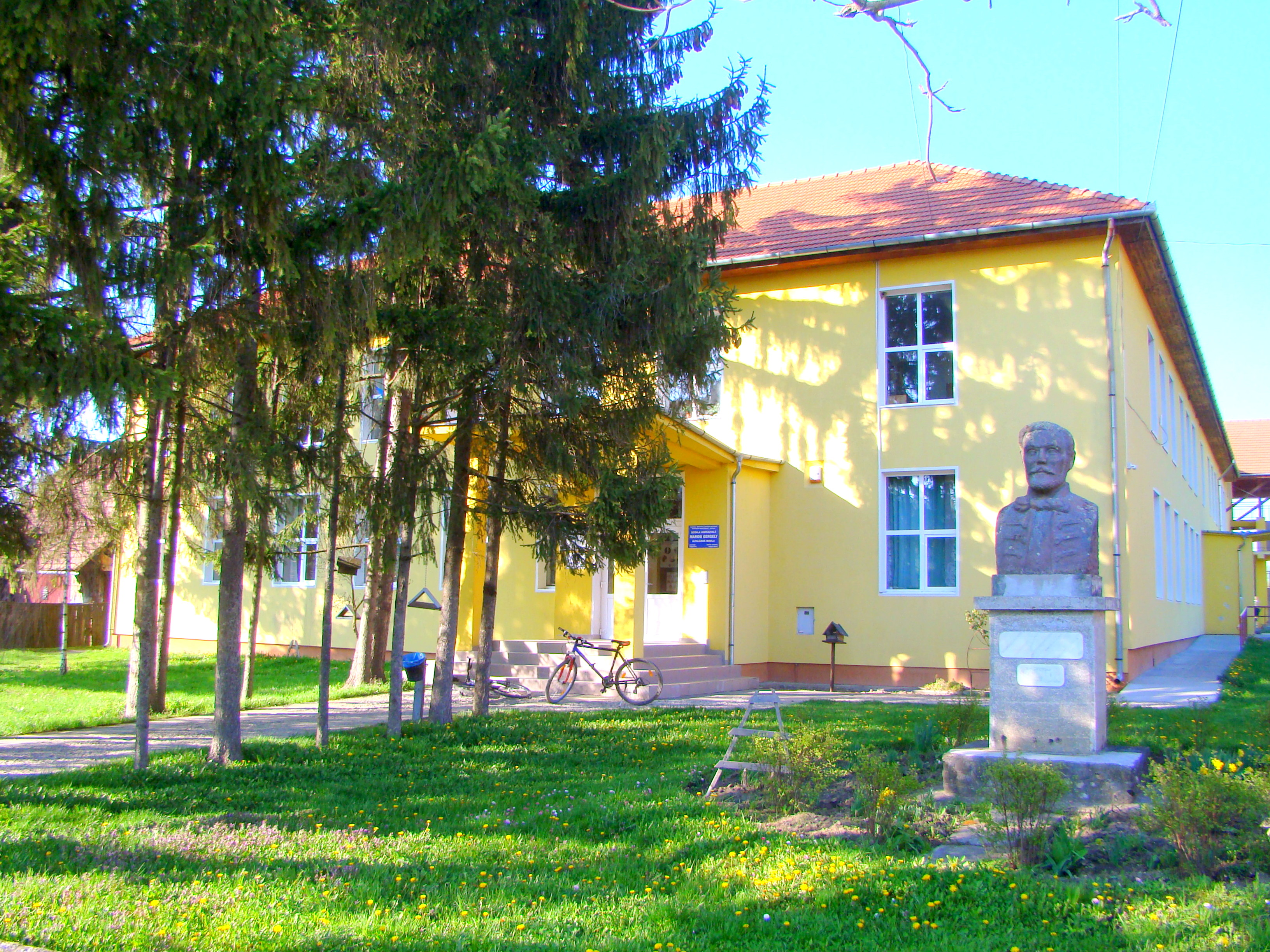
Școala Gimnazială „Marosi Gergely”
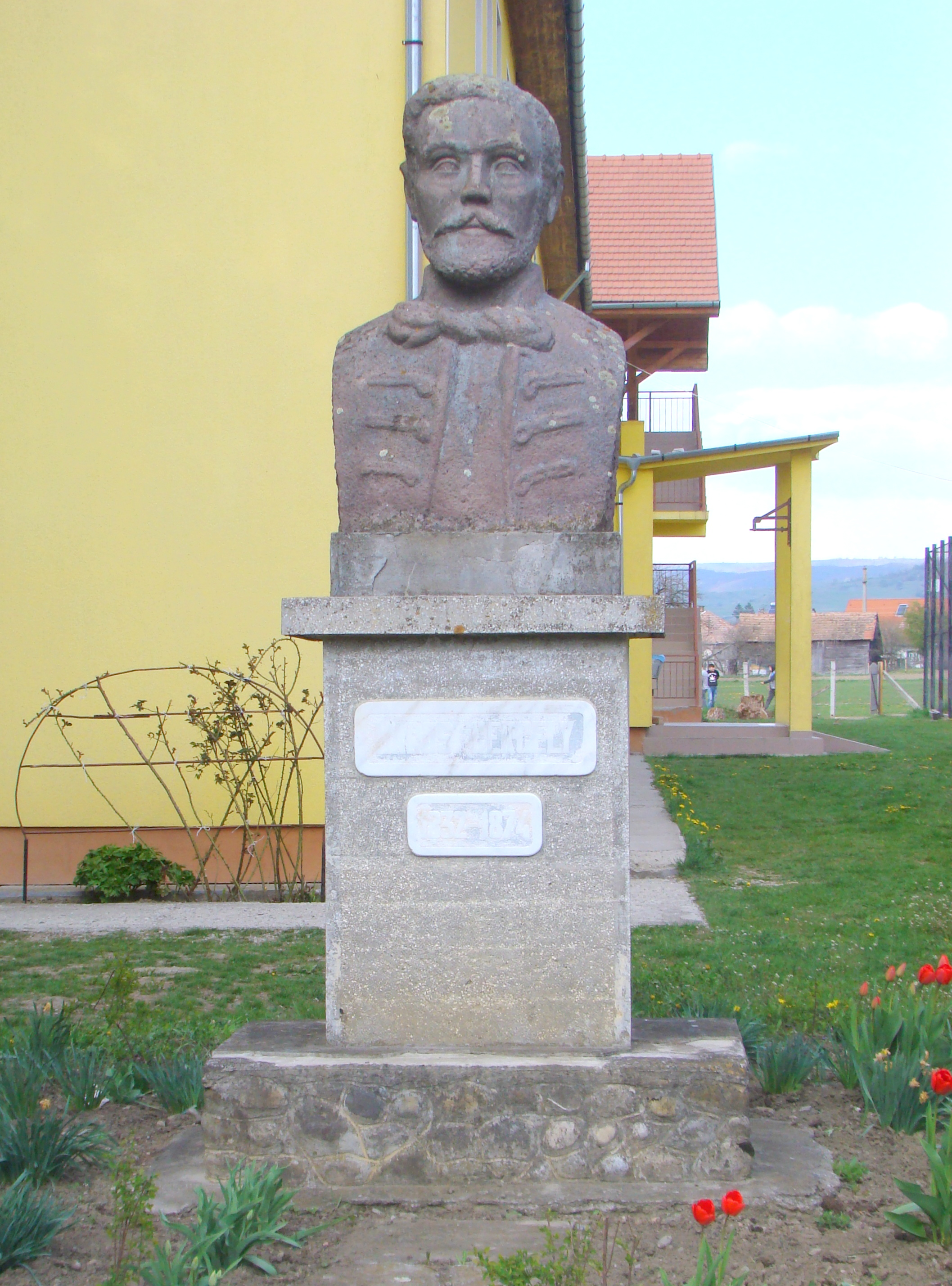
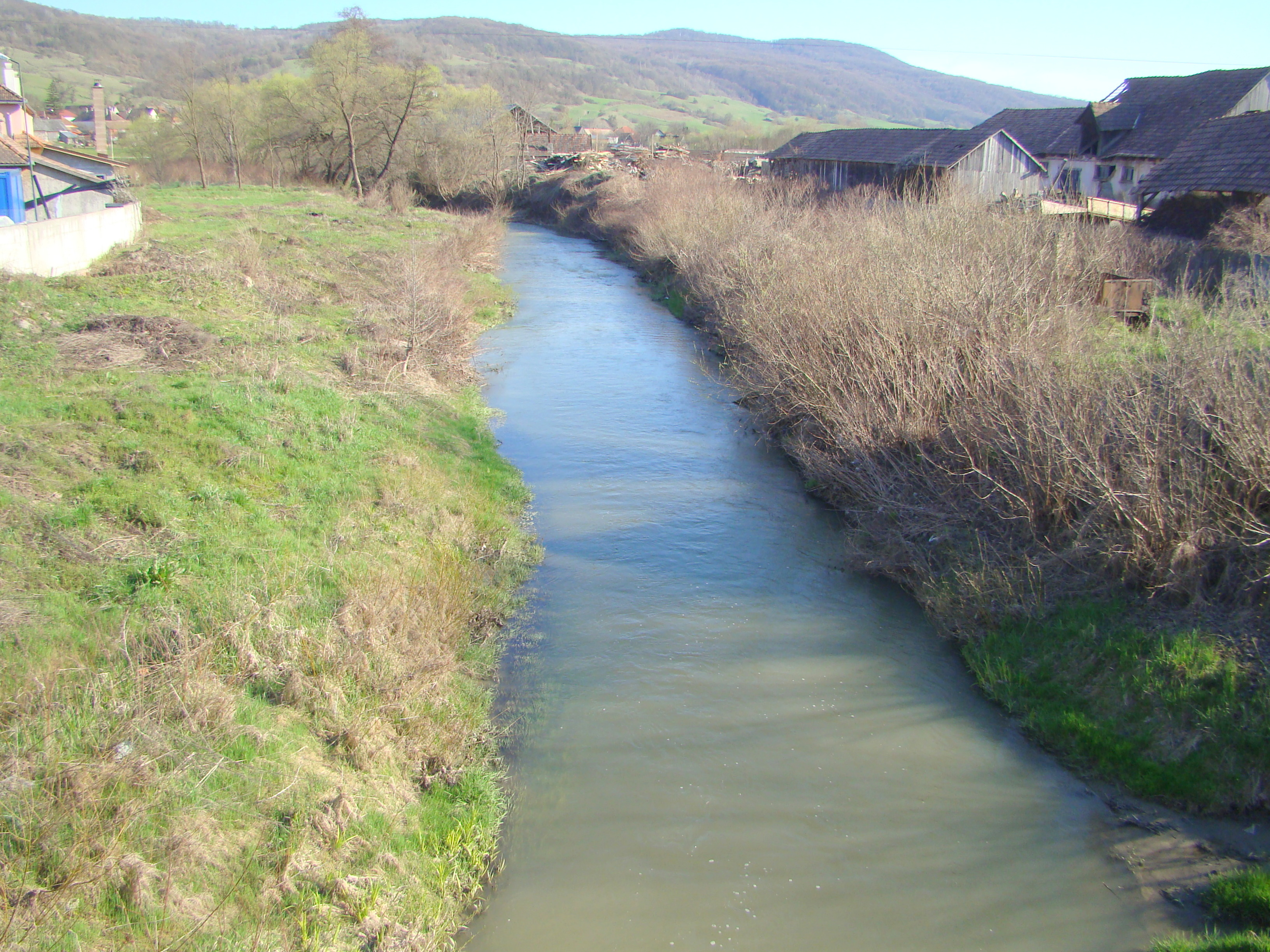
Râul Feernic